# Saint-Gal-sur-Sioule
Saint-Gal-sur-Sioule település Franciaországban, Puy-de-Dôme megyében. Lakosainak száma 148 fő (2022. január 1.). Saint-Gal-sur-Sioule Chouvigny, Marcillat, Pouzol, Saint-Quintin-sur-Sioule és Servant községekkel határos.

## Népesség
A település népessége az elmúlt években az alábbi módon változott:
| Lakosok száma | 131  | 138  | 141  | 135  | 140  | 144  | 149  | 147  | 148  |
|               | 2013 | 2015 | 2016 | 2017 | 2018 | 2019 | 2020 | 2021 | 2022 |